# Diebold Lauber
Pour les articles homonymes, voir Lauber.

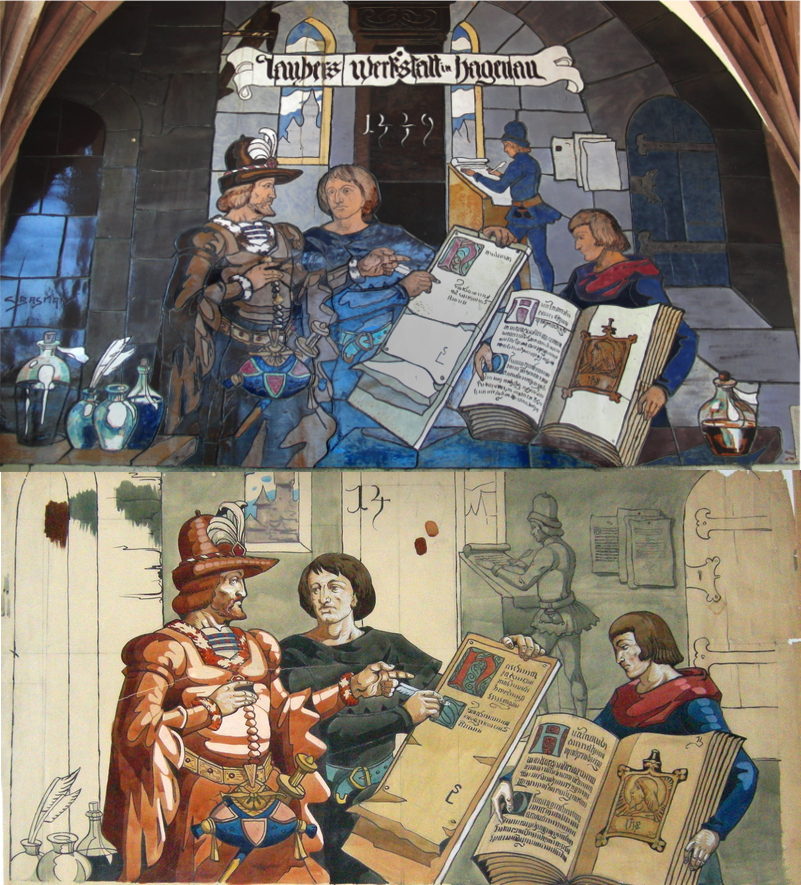
Léo Schnug, L'atelier de Diebold Lauber, 1449, Musée historique de Haguenau

Diebold Lauber (actif entre 1427 et 1471) a dirigé un des plus prospères ateliers d’écriture et d’enluminure du XVe siècle à Haguenau en Alsace.

## Biographie
On sait peu de choses sur la vie de Diebold Lauber. Il gagnait sa vie avec la location d’écuries, et aussi comme écrivain, copiste, rédacteur et enseignant. Son atelier a fonctionné à Haguenau entre 1427 et 1471 au moins.
L’atelier de Lauber qui était issu de l’atelier alsacien de 1418 n’était pas une petite entreprise mais fonctionnait comme une manufacture. Il passait des commandes à des écrivains-copistes et employait une équipe d’illustrateurs. Des documents manuscrits montrent que Diebold Lauber s’occupait aussi de la commercialisation de ses produits. Il ne produisait pas seulement sur commande, mais tout comme ses concurrents imprimeurs préparait aussi un stock à l’avance. Les manuscrits étaient vendus aux nobles et à la haute bourgeoisie des villes dans les marchés.
L’atelier de Lauber produisait des manuscrits bon marché écrits en allemand sur du papier et donc abordables pour de nombreux clients. Contrairement aux livres enluminés des siècles précédents, ils étaient produits de manière plus grossière. 
L’atelier de Lauber est représenté en carreaux de céramiques sur la façade du musée de Haguenau (Charles Bastian d'après un dessin de Léo Schnug). 
Parmi ses éditions, on compte le « Tristan » de Gottfried von Straßburg, « Parzival » de Wolfram von Eschenbach, et l’encyclopédie « le livre de la nature » de Konrad von Megenberg ainsi que l’une des premières bibles en allemand (1441-1449).

## Productions de l’atelier Lauber

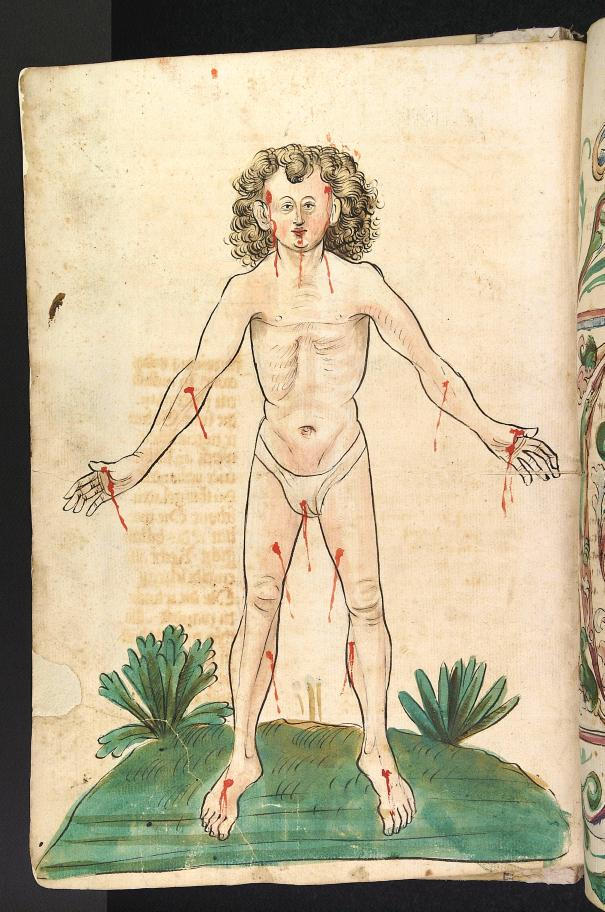
Le livre de la nature par Konrad von Megenberg (1442-1448)
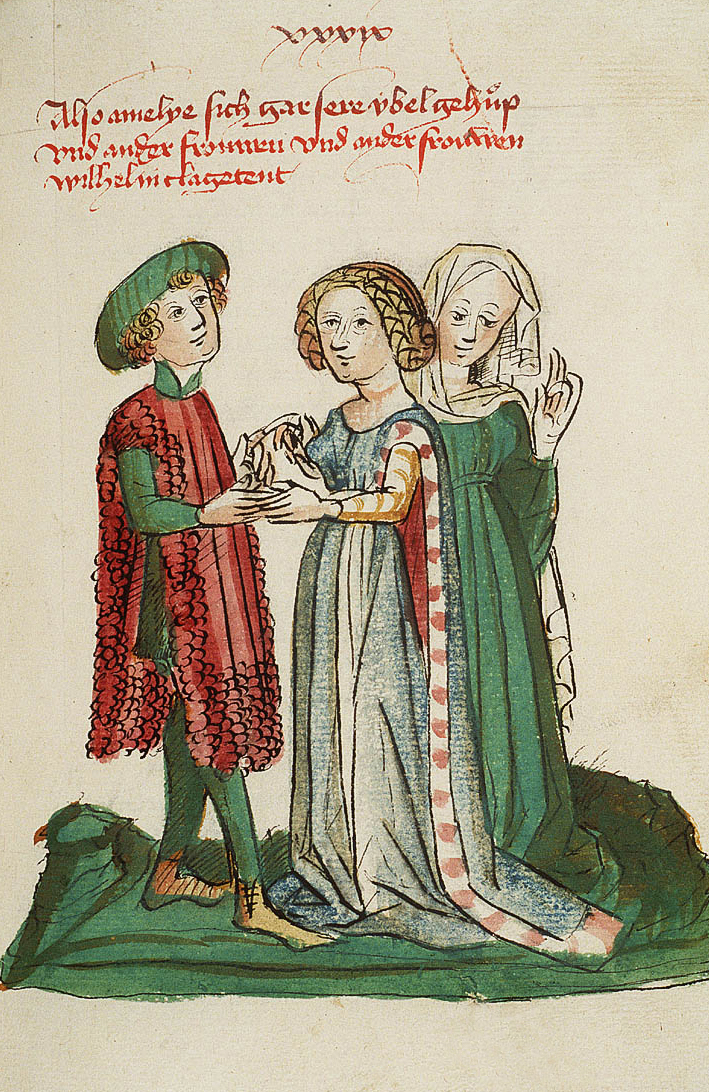
Guillaume d’Orléans de Rodolphe d'Ems (vers 1450-1470)
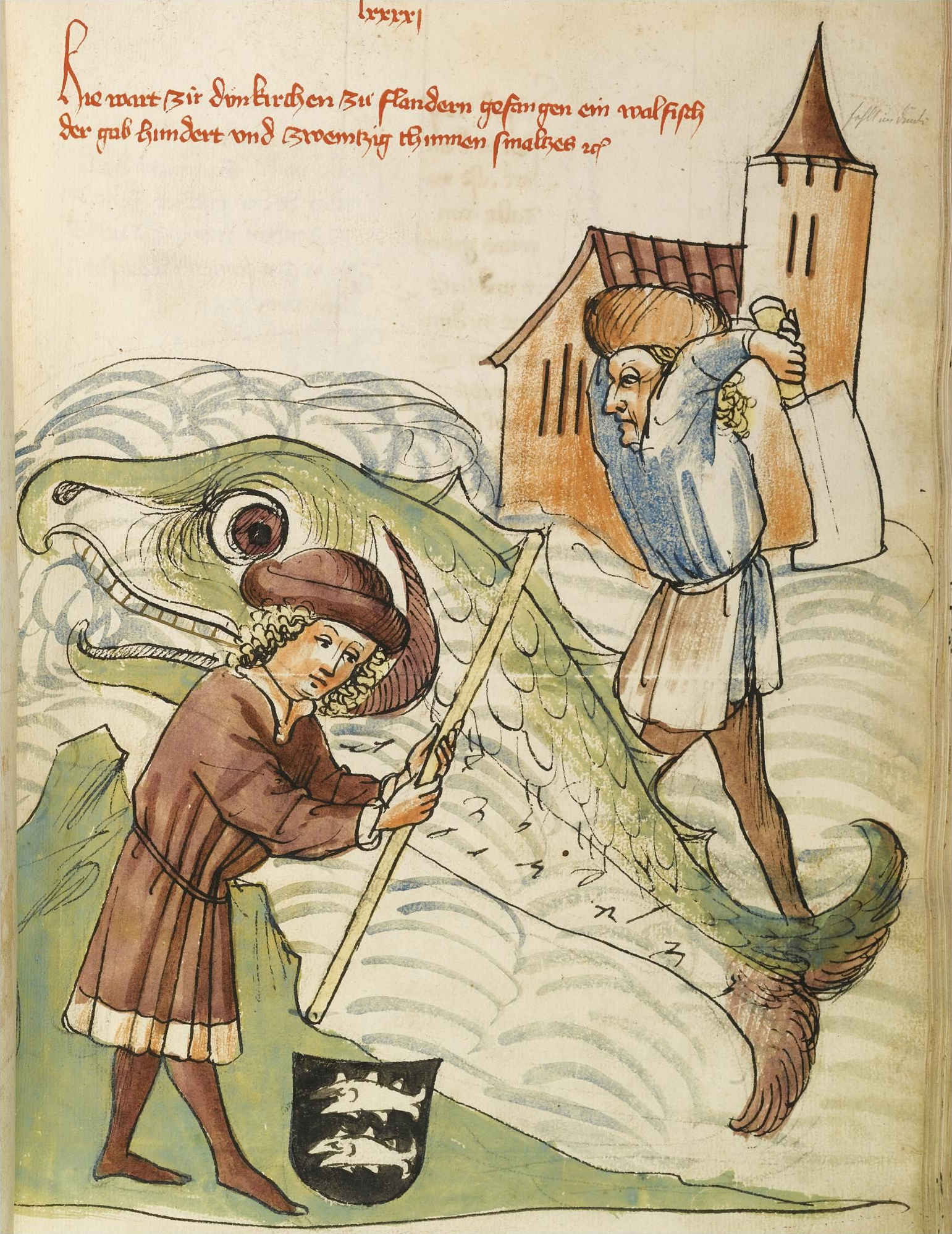
Le livre de l’empereur Sigismond de Eberhard Windeck (vers 1440-1450)
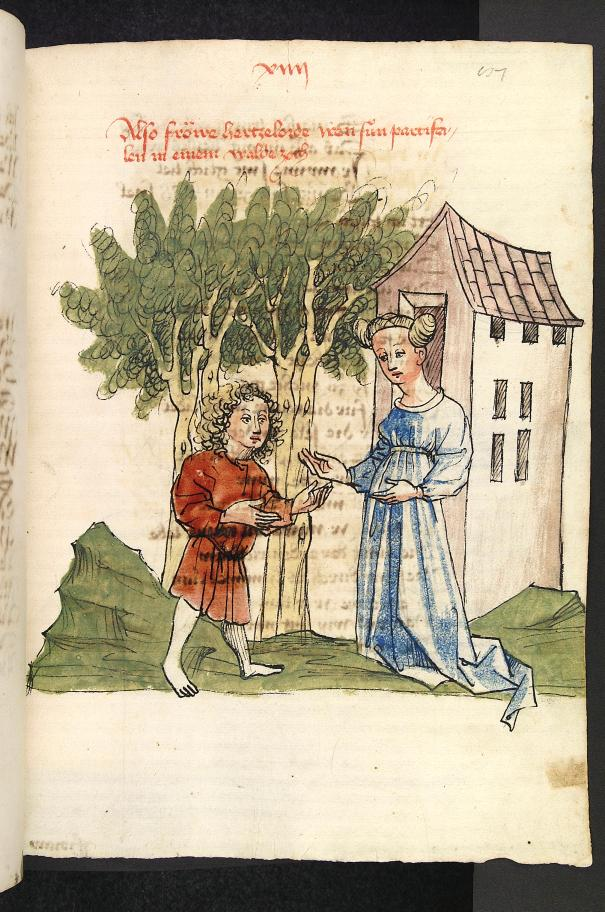
Parzival par Wolfram von Eschenbach (1443-1446)